# Tonicella solidior
Tonicella solidior är en blötdjursart som först beskrevs av Carpenter in Pilsbry 1892.  Tonicella solidior ingår i släktet Tonicella och familjen Ischnochitonidae.
Artens utbredningsområde är Filippinerna. Inga underarter finns listade i Catalogue of Life.